# Chinantèque de Comaltepec
Le chinantèque de Comaltepec est une langue chinantèque parlée dans  le Nord de l'État d'Oaxaca, au Mexique.

## Classification
Le parler chinantèque de Comaltepec est une langue amérindienne qui appartient à la branche chinantèque de la famille des langues oto-mangues.

## Écriture
| a | b | c | ch | d | ds | e | ea | f | g | h | i | ɨ | j | l |
| m | n | ñ | o  | ø | p  | q | r  | s | t | u | ʉ | y | ꞌ |   |

La syllabe balistique (en) est indiquée avec un accent aigu sur la voyelle, par exemple ‹ júˆ ›, « moustique ». Les voyelles nasales sont indiquées avec un macron souscrit sous la voyelle.
Les tons sont indiqués avec les signes diacritiques après la syllabe :
- circonflexe ‹ ˆ › ;
- macron ‹ ˉ › :
- accent grave ‹ ˋ ›
- accent aigu ‹ ˊ ›
- tilde ‹ ˜ ›
- caron ‹ ˇ ›

## Phonologie
Les tableaux présentent les phonèmes du chinantèque de Comaltepec.

### Voyelles
|         | Antérieure | Centrale | Postérieure |
| ------- | ---------- | -------- | ----------- |
| Fermée  | i [i]      | ɨ [ɨ]    | u [u]       |
| Moyenne | e [e]      | ʌ [ʌ]    | o [o]       |
| Ouverte | æ [æ]      |          | a [ɑ]       |

### Consonnes
|               |               | Bilabiale | Alvéolaire | Rétrofl. | Palatale  | Vélaire | Glottale |
| ------------- | ------------- | --------- | ---------- | -------- | --------- | ------- | -------- |
| Occlusives    | Sourdes       | p [p]     | t [t]      |          |           | k [k]   | ʔ [ʔ]    |
| Occlusives    | Prénasalisées | mb [ᵐb]   | nd [ⁿd]    |          |           | ŋg [ᵑg] |          |
| Fricatives    | Fricatives    | f [f]     | s [s]      | ʂ [ʂ]    | ʃ [ʃ]     | x [x]   | h [h]    |
| Affriquées    | Sourdes       |           |            |          | tʃ [ t͡ʃ ] |         |          |
| Affriquées    | Prénasalisées |           |            |          | ndʒ [ⁿd͡ʒ] |         |          |
| Nasales       | Nasales       | m [m]     | n [n]      |          |           | ŋ [ŋ]   |          |
| Liquides      | Liquides      |           | l [l]      |          |           |         |          |
| Semi-voyelles | Semi-voyelles | w [w]     |            |          |           | j [j]   |          |

### Une langue tonale
Le chinantèque de Comaltepec est une langue tonale, qui possède cinq tons.